# أحمد بن زايد آل نهيان
الشيخ أحمد بن زايد بن سلطان آل نهيان (1969  - 26 مارس 2010)، هو الابن الخامس عشر من الأبناء الذكور للشيخ زايد بن سلطان آل نهيان رئيس دولة الإمارات العربية المتحدة السابق، كان يشغل منصب العضو المنتدب لجهاز أبوظبي للاستثمار قبل وفاته.

## حياته
ولد الشيخ أحمد بن زايد آل نهيان في عام 1969 في مدينة العين، تخرج من جامعة الإمارات العربية المتحدة ثم التحق بجهاز أبوظبي للاستثمار في عام 1994.
ومنذ التحاقه بالجهاز عمل في عدد من دوائر الجهاز المختلفة مما أتاحت له هذه الفترة بالإلمام بالعديد من أوجه الاستثمارات المختلفة. في عام 1996 عُيِّن رئيسا لمجلس أمناء مؤسسة زايد بن سلطان آل نهيان للأعمال الخيرية والإنسانية  بمرسوم أميري من نائب حاكم إمارة أبوظبي، وفي عام 1997 عُيِّن عضوا منتدبا في مجلس إدارة جهاز أبوظبي للاستثمار، كما عُيِّن عضوا للمجلس الأعلى للبترول في عام 2005.
صنفته مجلة فوربس في العام 2009 في المركز السابع والعشرين بين أكثر الشخصيات نفوذا والتي سيكون لها دور بارز في اقتصاد الشرق الأوسط.
عُرف عن الشيخ أحمد بن زايد عمل الخير وتطوعه في العديد من الجمعيات الإنسانية والخيرية داخل وخارج دولة الإمارات العربية المتحدة، كما عرف عنه حبه للمبادرة الإنسانية وشغفه بالرياضة وخاصة الرياضات التراثية مثل الصيد بالصقور وغيرها.

## حياته الخاصة
تزوج من الشيخة اليازية بنت حمد بن سهيل الخييلي، ولديه ابن واحد إسمه زايد ولد بعام 2008.

## وفاته
توفي يوم الثلاثاء الموافق 30 مارس 2010 بعد سقوط طائرته الشراعية في بحيرة خلف سد سيدي محمد بن عبد الله في المغرب يوم الجمعة 26 مارس 2010.

نعي الشيخ أحمد في الصحف الإماراتية

كانت السلطات المغربية قد جندت على وجه السرعة منذ الإعلان عن سقوط الطائرة، التي كانت تقل الشيخ أحمد مختلف مصالح التدخل التي باشرت على الفور عمليات البحث والتحري بمكان الحادث. تواصلت عمليات البحث ليلا ونهارًا في مساحة مائية تبلغ ست كيلومترات، وفي مياه عكرة وأوحال في عمق يتراوح ما بين 37 و 42 مترا، وقد نجى ربان الطائرة من الحادث.
وضمت عمليات البحث والإنقاذ 225 عنصرا بشريا، بينهم أكثر من 100 غواص من مختلف الجنسيات (مغاربة، إماراتيون، فرنسيون، إسبان وأمريكيون) وأربعة أطباء مسعفين، كما شملت 95 زورقا مطاطيا وقوارب، وتسعة آليين وأجهزة رصد موجات، و 120 عربة متعددة الاستعمالات، ومروحيتين تابعتين للدرك الملكي، إحداهما للمراقبة والرؤية الليلية، والثانية للاسعافات الطبية.
تمكنت فرق الإنقاذ في النهاية من العثور على جثمان الشيخ أحمد ببحيرة سد سيدي محمد بن عبد الله. نقل جثمانه جوّاً إلى العاصمة أبو ظبي وصُلّي عليه في مسجد الشيخ زايد الكبير . أعلنت وزارة شؤون الرئاسة في دولة الإمارات الحداد الرسمي وتنكيس الأعلام لمدة ثلاثة أيام.